# Blissville the Beautiful
Blissville the Beautiful è un cortometraggio muto del 1909. Il nome del regista non viene riportato nei credit del film.

## Trama
I Booths, una giovane coppia di sposi, invidiano la scelta di un loro amico che da poco si è trasferito in una nuova casa fuori città. I due si mettono a cercare sui giornali della domenica annunci e occasioni immobiliari. La loro attenzione viene attirata dalla pubblicità di Blissville, la meravigliosa: incuriositi, decidono di andare a visitare la località e contattano l'agenzia immobiliare. Ma la visita si rivela un disastro, con tutta una serie di incidenti che induce la coppia a scapparsene via di gran fretta da tutte quelle "meraviglie" pubblicitarie.

## Produzione
Il film fu prodotto dalla Lubin Manufacturing Company.

## Distribuzione
Distribuito dalla Lubin Manufacturing Company, il film - un cortometraggio in una bobina - uscì nelle sale cinematografiche statunitensi il 23 dicembre 1909.